# Ma-1041
La Ma-1041, popularmente conocida como Carretera de Puigpunyent, es una carretera situada en Mallorca, la mayor de las Islas Baleares, en España. Une la ciudad de Palma de Mallorca con el municipio de Puigpuñent. Tiene una longitud total de 14 kilómetros. La gestión y el mantenimiento de la vía está a cargo del departamento de Obras públicas del Consejo Insular de Mallorca.

## Recorrido
La Ma-1041 se inicia en las Avenidas de Palma de Mallorca, donde antaño se situaba la Puerta de Jesús y donde actualmente se inicia la vía homónima. Pasado el Polígono industrial de Can Valero cambia el nombre de Camino de Jesús a Carretera de Puigpunyent y continua hasta su destino sin atravesar núcleos urbanos. 

## Enlaces
- PK 1,7: Ma-20 (Vía de cintura)
- PK 6,5: Ma-1042  (Carretera de Establiments)
- PK 8,8: Ma-1016 ( Carretera Establiments - Calviá)
- PK 14,2: Ma-1032 (Carretera Puigpunyent - Galilea)